# Paul Nipkow

Nipkowův disk

Paul Gottlieb Nipkow (22. srpna 1860 Lauenburg, Německo, dnes Lębork, Polsko – 24. srpna 1940, Berlín) byl německý inženýr a vynálezce. Po studiích přesídlil do Berlína, kde navrhl princip vytváření a přenosu televizního signálu a přispěl tím k vývoji první mechanické televize.

## Mechanická televize
Nipkowův kotouč, který Paul Nipkow vynalezl v roce 1884, zavedl postupné snímání po řádcích ("řádkování"), čímž značně zjednodušil snímání a rozklad obrazu .
Do té doby se totiž prováděly pokusy se snímači, kde každý obrazový bod musel být snímán vlastním fotočlánkem. Nipkowův kotouč vyžaduje pouze jeden fotočlánek, který postupně sejme celý obraz, bod po bodu a řádek po řádku, jak je na fotočlánek promítá kotouč s otvory.
Snímač obrazu i obrazovku na principu Nipkowova disku využil John Logie Baird. Bairdova televizní soustava byla založena na mechanickém zařízení, jehož hlavní část tvořil rotující disk, po obvodu opatřený otvory umístěnými ve spirále. Baird tohoto principu využil a tak se na straně vysílání i příjmu použil Nipkowův disk, citlivější fotonky, pro zobrazení doutnavky s malou setrvačností a elektronickou část tvořil elektronkový zesilovač. Bairdův systém s diskem měl 30-50 otvorů (a tedy řádek), pozdější verze se zrcátky na rotujícím bubnu až 220 řádek.
Velikost obrazových prvků určují otvory umístěné po obvodu. Před kotoučem se nachází štěrbinový průhled. V každé poloze disku je vidět pouze jediný otvor. Při rotaci disku postupně proběhnou všechny otvory celou plochu průhledu. Každý otvor tedy odpovídal jednomu řádku a vzdálenost mezi sousedními otvory určovala šířku obrazu. Během jedné otáčky disku se zobrazí jeden snímek. Na straně vysílače se dopadající světlo ve fotonce převede na elektrický proud a tento signál může být dál zpracován a poté odvysílán.
Na straně příjmu byla jako světelný zdroj použita doutnavka se stejnoměrným výbojem v plynu. Její plocha byla o něco větší než je plocha průhledového rámečku. Celá plocha doutnavky svítila rovnoměrně jasem, který odpovídal jasu právě snímaného bodu v daném okamžiku. Pozorovatel ale viděl jenom malou část této plochy přes pohybující se otvory. Díky synchronnímu otáčení disků na straně vysílače a přijímače je pak v průhledovém rámečku vidět obraz. Hlavním omezením byly jednak malé rozměry obrazu, jednak malá světelnost celého zařízení, daná velikostí otvorů v kotouči.
Mechanický systém řádkování byl opuštěn v roce 1934 a nahrazen ikonoskopem s elektronickým řádkováním a snímáním jednotlivých bodů obrazu.

## Ocenění
- V roce 1954 byl oceněn Medailí Rudolfa Diesela.